# Ludovico Aminale da Terni
Lodovico Aminale (Terni, 1477 – ...) è stato un cavaliere medievale italiano.

## Biografia di Ludovico
Aminale Lodovico (secolo XV-XVI), noto anche come Ludovico Abenavoli, o Abenavolo, Ternano descritto come: «...giovanotto robusto, di forma erculea, di coraggio non comune...». È stato uno dei tredici cavalieri che parteciparono alla Disfida di Barletta. Avrebbe dovuto apprendere il mestiere di falegname nella bottega paterna, ma non ne ebbe voglia e si buttò a fare il soldato. Fu uno dei tredici, che a Barletta sfidò altrettanti francesi, scelto forse per la sua prestanza fisica. Anche egli ebbe la sua parte di gloria in quel 13 febbraio 1503, quando gli italiani si battevano per regalare il napoletano agli stranieri. Questo soldato fu scelto per la disfida personalmente da Prospero Colonna. La tradizione vorrebbe che egli fosse nato nel 1477, in Via dell'Arringo, dove falegnami e fabbri carpentieri erano frequentissimi. Il ragazzo passò la giovinezza con uno zio, scudiero degli Orsini, e crebbe nella passione per le armi e dei cavalli, e divenne tardivo soldato di ventura. Tornava spesso a Terni, dove aveva la ragazza, di nome Biancofiore. Si dice che, appena finita la disfida, Lodovico chiese il permesso a Prospero Colonna di recarsi da Biancofiore per darle la notizia della vittoria. Inoltratosi per i vicoletti, quasi furtivo, ebbe la sgradita sorpresa di vedere l'angelica amata in braccio a un altro, in un angolino sotto casa. Egli fuggì e di lui non si seppe più nulla: una leggenda orale ternana lo vuole ucciso dai briganti.

### Il dibattito storico, lo stemma araldico e la versione ufficiale sulla vera identità di Ludovico Aminale
Sembra che questo cavaliere non avesse un suo proprio stemma gentilizio e familiare e che, quindi, l'attuale che lo vuole fregiato: "troncato sopra al rastrello blu su campo d'oro e sotto barrato d'argento e di rosso", sia una versione dubbia, poiché se queste fonti ufficializzate (preferenziali per alcuni, a livello di mera questione campanilistica), seppur fanno riferimento a un personaggio storico vero da loro indicato, è tutt'altro che certa la medesima identità storica di quest'ultimo nel cavaliere in questione.
Quindi, stando in tal modo le cose, è stata ufficializzata una versione controversa contro quella del Guicciardini (seppur la sua analisi storica non si interessa all'araldica ma all'origine dei cavalieri). Quest'ultimo essendo stato uno storico, cronista e ricercatore coevo ai fatti, di impeccabile coerenza, fama e professionalità, è giusto ritenere assai dubbio un suo errore così grave riguardo ad un fatto storico così importante e di così ampia portata. Successivamente a lui alcuni personaggi di secondo piano e poco credibili, hanno tentato in maniera forzata di giustificare le loro asserzioni con fonti genealogiche (molto presumibilmente ricercate ad arte) di personaggi realmente esistiti del mondo nobile e militare campano. Un certo filone storico preferisce appellarsi a quest'ultime dichiarazioni perché, in un certo qual modo forniscono delle informazioni dinastiche e araldiche di una famiglia di Teano, che tendono a colmare un vuoto, ma sempre non definitive e chiare in merito alla medesima identificazione nel personaggio di cui si tratta.
Solo di alcuni cavalieri Italiani e Francesi è dato avere degli stemmi, ad esempio come il Fieramosca, La Motte ed altri, ma riguardo alla versione ufficiale di Ludovico Aminale è bene appellarsi ad uno storico di mestiere quale è stato il Guicciardini, che come già affermato fu, contemporaneo ai fatti accaduti. L'identità ternana di questo cavaliere è certa perché va considerata, sulla fiducia, una attenta e scrupolosa ricerca da parte dello storico fiorentino per il semplice fatto di aver trattato tale importantissima vicenda inserendola in un serio e fondamentale libro documentato come la Storia d'Italia e di essere stato un osservatore super partes. Pertanto se le fonti coeve allo scontro non ci tramandano il suo stemma, è presumibile ritenere, che essendo cittadino di ceto medio e un soldato semplice, l'Aminale avesse potuto fregiarsi del drago Thyrus, simbolo della sua città e che esprimesse fedeltà, forza a ardimento. Oltre al Guicciardini abbiamo conferma nel famoso scrittore Massimo d'Azeglio, nel suo romanzo nazionale: Ettore Fieramosca lo identifica come militare di Terni e così altri storici. Di conseguenza, come precedentemente detto, qualcuno ha messo in dubbio l'origine ternana di Lodovico Aminale, ma il cognome si trova in atti di archivio di altri ternani. Purtroppo, in molti casi, per quanto concerne l'identificazione di questo cavaliere, le fonti non certe, che lo vorrebbero meridionale, hanno preso il sopravvento in qualche modo sottilmente preponderante, riuscendo così, in maniera azzardata, a definire tale cavaliere come cittadino capuano o addirittura teano.
D'altro canto Terni diede alla storia d'Italia numerosi capitani e condottieri, era una "fucina" militare all'epoca delle Guerre d'Italia, se non altro per i grandi casati nobili che ha avuto e per una borghesia agiata e altamente militarizzata grazie al servizio di leva cittadino della classe militare, sociale e politica dei Banderari (ufficialmente abolita nel 1564). Questa città quindi è stata, per rilevanza storico-politica, il primo bacino di reclutamento "fidelizzato" a cui i Colonna attingevano volentieri laddove avevano bisogno di rimpinguare le proprie file con soldati di alto livello e di tenacia "tutta ternana". Questa importante e storica famiglia romana era alleata e amica dei ghibellini ternani dai tempi del Medioevo e nel suo esercito militavano sempre numerosi soldati di Terni.
(Francesco Angeloni, HISTORIA DI TERNI)